# Jan van Dalen

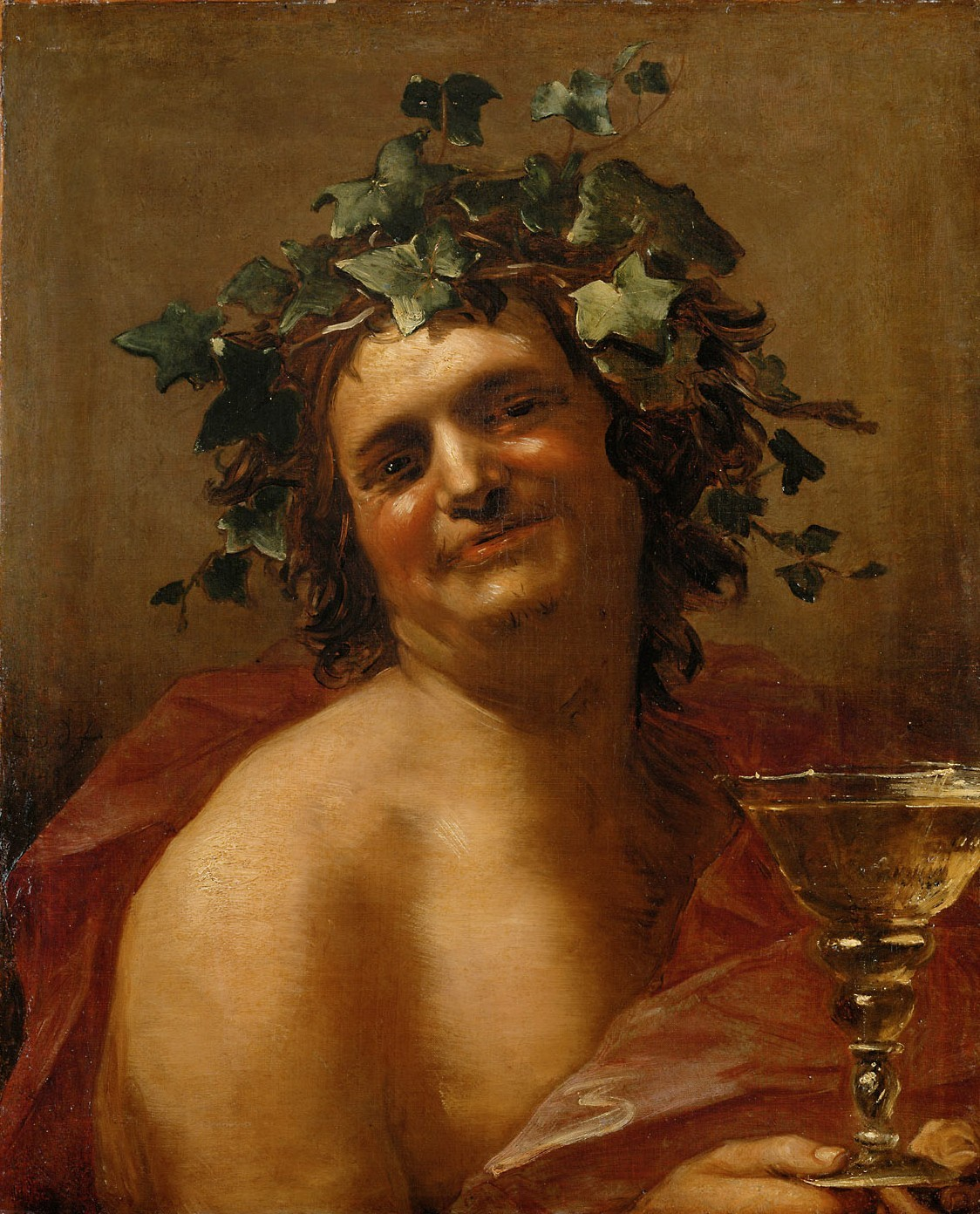
Lachende Bacchus, mogelijk een zelfportret

Jan van Dalen of Jan van Dalen (I) (fl.  1632 - 1670) was een Vlaamse barokschilder actief in Antwerpen in het midden van de 17e eeuw. Hij bekend is om enkele werken uitgevoerd in een caravaggistische stijl. Hij wordt soms verward met een naamgenoot gekend als Jan van Dalen (II) (Gorinchem ca. 1610 - na 1677), die actief was in de Republiek der Zeven Verenigde Nederlanden en bekend is van stillevens en portretten.

## Leven
Er is heel weinig bekend over het leven van Jan van Dalen.  Zijn geboortedatum wordt geschat tussen 1600 en 1620 en zijn tijdstip van overlijden ergens tussen 1662 en 1682.
Er wordt aangenomen dat hij rond 1630 in Rome is opgeleid. Hij was waarschijnlijk verantwoordelijk voor een paar schilderijen gesigneerd en gedateerd 'J. van Dalen fec. in Roma 1631' (Vrouw met ei en Jongen met glas), die zich eerder in de Liechtenstein Collection in Wenen bevonden. Hij moet daarna zijn teruggekeerd naar Antwerpen, waar hij in 1632-1633 werd geregistreerd als leerling van Daniel Middeleer (ook wel Daniel Middeler en Daniël de Middelaer genoemd). Middeleer was een schilder, prentkunstenaar en uitgever, wiens andere bekende leerlingen Cornelis de Bryer en Frans Geffels waren.
Er wordt aangenomen dat de kunstenaar actief is gebleven in Antwerpen, waar hij voor het laatst wordt vermeld in 1669-1670.

## Werken

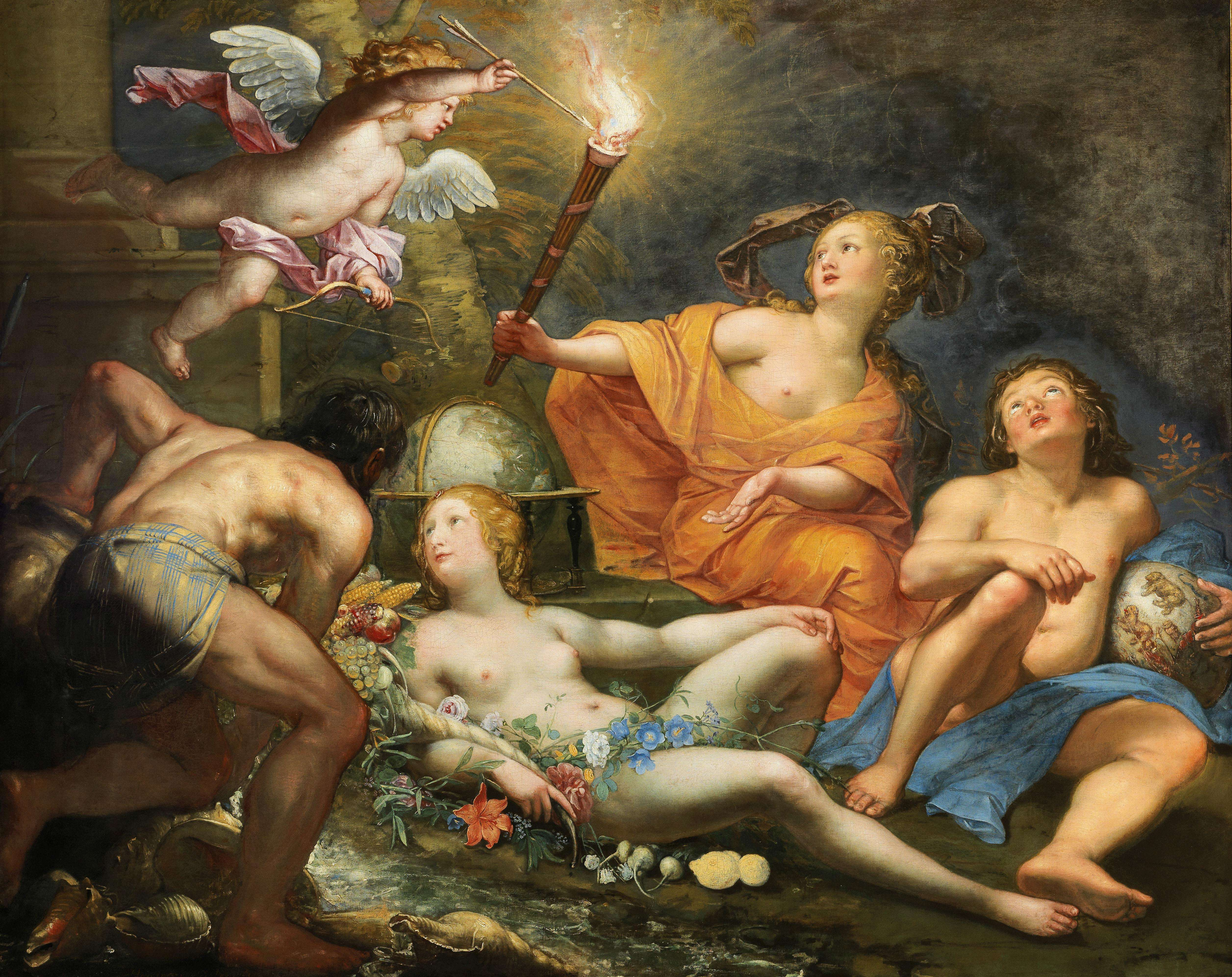
Allegorie van de Vier Elementen

Er zijn maar heel weinig autografe werken van Jan van Dalen bekend.  Een daarvan is een Allegorie van de Vier Elementen (Christie's sale 20-21 november 2013, Amsterdam, lot 128), volledig gesigneerd en gedateerd 1653. Een Tamboerijnspeler van dezelfde datum en gesigneerd met initialen bevindt zich in de Michaelis Collectie in Kaapstad.  Een halflange figuur van een Bacchus in het Kunsthistorisches Museum is ook gesigneerd met initialen en gedateerd 1648.
Van Dalen's stijl weerspiegelt invloeden van kunstenaars uit de vroege Romeinse barok. Zijn Allegorie van de vier elementen is een typisch nachtelijk tafereel in de traditie van het Romeinse en Nederlandse caravaggisme. De dramatische belichting en figuratie herinneren aan nachtelijke scènes van de kunstenaar Alessandro Turchi die actief was in Rome.  De invloed van Caravaggio en de eerste generatie van zijn volgelingen is duidelijker in zijn vroegere werken. Hij werd blootgesteld aan deze invloeden tijdens zijn verblijf in Rome rond 1630. Na zijn terugkeer naar Antwerpen kwam hij waarschijnlijk onder de invloed van Vlaamse kunstenaars. Als gevolg hiervan vertonen zijn latere werken een mengeling van Italiaanse en noordelijke stijlen.
Van Dalen schilderde een aantal portretten van Bacchus, de oude god van de vruchtbaarheid en de wijn. In de versie in het Szépművészeti Múzeum in Boedapest portretteerde de kunstenaar zichzelf mogelijk als de lachende Bacchus. In de versie in het Kunsthistorisches Museum gaf Jan van Dalen de godheid een ondeugende en uitdagende uitdrukking die de toeschouwer lijkt uit te nodigen om samen met hem van een glas wijn te genieten. Het wilde en onstuimige karakter van de god en zijn minachting voor en overschrijding van grenzen worden benadrukt door de klimopkrans die hij draagt.